# 大手町ビル
大手町ビルヂング（おおてまちビルヂング）は、東京メトロ大手町駅に直結し、東京都千代田区大手町1丁目に所在する、三菱地所保有のオフィスビル。2022年（令和4年）5月、屋上に「大手町ビルスカイラボ」がオープンし、大規模なリノベーションがひととおりの完成を迎えた。

## 概要
神武景気の好況をバックに、丸の内の優位性を高めかつビジネスセンターの分散化を極力防ぐとの構想のもと計画され、工事は大成建設が請け負い、 1958年（昭和33年）4月10日に竣工した。
地下3階地上9階建て、延床面積3万3660坪のこのビルは当時としては東洋一のマンモスビルとして開業し、従来の三菱地所の建物にはみられない特徴をもち、その後の三菱地所ビルの指標ともなった。その第一は、地階に東京電力の新丸ビル変電所以上の広域高圧変電所（大手町変電所）を設置したこと。第二はアメリカ式のコアシステムの採用で、これはビルの敷地がやや不整形であるうえに、南北の長さ約56mに比し東西に長さが205mもあり中庭から採光する方式ではロスが多いため、できるだけオフィススペースを多く確保するために、エレベーターや階段、通路、洗面所等の設備を建物中央部に集中させる、いわゆるコアシステムを初めて採用した。第三の特徴は、このビルから初めて全館冷房設備を導入したことで、冷房設備の導入は、コストアップを低廉な賃料では回収しきれないという理由で当初は見送られていた。しかし工事途中で冷房を希望する賃借予約人が多く、最終的に三菱地所初のダクトによる冷暖房が実現をみた。第四の特徴として上げられるのが、地上9階建てとしたことで当時、建物は最高で31mという高さ制限があり、三菱地所のビルはすべて8階建てで統一されていた。しかし、経済性の見地から地上9階建てで利用する研究を続け、このビルから実行を試みている。

### リノベーション
航空母艦のように巨大なこのビルは、当時の法的・技術的制約により、低層で柱が多く、先述した通り、東西に長い廊下形式である。これが、今日的には20坪単位で仕切れる小割りオフィスに適していると言えることから、三菱地所では建て替えではなく、ストック価値を活かした全面的なリノベーションを行い、フィンテック関連やベンチャー、スタートアップ企業の誘致を図り、大手企業とスタートアップが協業する拠点を整備することになった。
これに則り外装改修では、水平垂直に組まれたフレームで覆い統一感を持たせつつ、大名小路には煉瓦タイル、日比谷通りには皇居石垣をモチーフとして埋め込むことで、接する通りの風景を形づくり、中央部は透明なカーテンウォールと丸の内仲通りの路面と同じ床仕上げとし、有楽町・丸の内エリアからの街の繋がりを、建物を貫いて延伸させた。
リノベーションを機に、ビル東側を「LABゾーン」と位置付け、ソフトウェア会社であるSAPジャパンと三菱地所が共同で社会課題を解決する新規ビジネスの創出を目的としたオープンイノベーションのためのコラボラティブスペース「Inspired.Lab」を2019年（平成31年）2月1日に開設したほか、三菱地所、電通、電通国際情報サービスの3社が協業で運営している日本初の会員制FinTech集積拠点「FINOLAB」は、床面積を約650坪から約1200坪に3度目となる拡張を行った。ほかに世界4大会計事務所の一角であるKPMGの運営するイノベーション拠点「KPMG Ignition Tokyo」、トヨタ自動車が自動運転を支える周辺技術の開発拠点となる「大手町オフィス」をそれぞれ設けた。
これまで設備スペースとしてしか利用していなかった屋上空間には、約4000㎡の屋上庭園「大手町ビルスカイラボ」が整備され、ワークスペースと農園スペース、大手町観音スペース等が設けられた。また竣工時から屋上に安置されていた「大手町観世音菩薩像（大手町観音）」は、今回のリノベーションを機に一般の来館者も参拝できるように整備された。

## 主な入居企業等
| - 伊藤忠丸紅住商テクノスチール - 電力中央研究所 - Preferred Networks - プリファードインフラストラクチャー - FINOLAB - エムオーツーリストカクタス支店 - 日本財産コンサルタンツ - Trust Base - Sun Asterisk | - 有人宇宙システム - 民間資金等活用事業推進機構 - 東京商事 - ACSiON（アクシオン） - Inspired.Lab - KPMG Ignition Tokyo - トヨタ自動車大手町オフィス - 住友商事 MIRAI LAB PALETTE - 京都フュージョニアリング |

## 店舗

### 1階
| - SMBC日興証券大手町支店 - 富士メガネ - 大手町ビル歯科 - 大手町ビル内郵便局 - 紀伊國屋書店大手町ビル店 - イーグルゴルフ - SPACES（貸会議室） - KAITEKI CAFE - 投資信託相談プラザ | - 国際クリーニング大手町店 - トータルセラピー大手町ビル店 - Shoe Shine WORKS - キンコーズ大手町店 - ハセガワフローリスト大手町ビル店 - ラフィネ大手町ビル店 - Kent Ave. - ファミリーマート大手町ビル店 |

### 地下1階
- 天鴻餃子房
- 素材屋大手町ビル店

### 地下2階
| - みずほ銀行宝くじ売り場 - 大手町ビルドラッグ - 油ゃ大手町ビル店 - 元祖 串八珍大手町ビル店 - 日乃屋カレー大手町ビル店 - サラダボウル専門店WithGreen - 玉乃光酒造山田錦店 - 庄屋大手町 - ゆうちょ銀行ATMコーナー - みずほ銀行ATMコーナー - 玉乃光酒造雄町店 - 生そば吉田 - ての字大手町店 - 米麺食堂 by COMPHO | - どさん子大手町店 - リトル小岩井 - 銀座ライオン大手町ビル店 - 御菓子司翆江堂大手町店 - スターバックスコーヒー大手町ビル店 - エフワン大手町ビル店 - とんかつまるや大手町店 - バンコクエクスプレス - わさび魚力 - サンマリ - フジオ軒 - 野らぼー - ゴルフパートナー大手町ビル店 |

## 交通
東京メトロ丸ノ内線大手町駅に直結しており、改札前通路と地下2階がつながっている。また地下2階部分は東京メトロ半蔵門線大手町駅の改札通路、東京メトロ千代田線大手町駅の改札通路とも接続されており、特に丸ノ内線改札からは、乗り換えの乗降客もビル内を通過して乗り換える場合が多い。